# Studentkåren i Skövde
Studentkåren i Skövde är en demokratiskt uppbyggd organisation med vars högsta beslutande organ är Studentkåren i Skövdes stämma. Stämman röstar in ledamöterna i det primära verkställande organet Kårstyrelsen.

## Sektioner
Studentkåren i Skövde (SiS) består av fem sektioner, och varje student har tillhörighet i en sektion. Det finns fem studentsektioner inom SiS, en knuten till varje institution vid Högskolan. Sektionerna och deras områden är:
- Safir - Sektionen för ekonomer, Bildades 2014 tar hand om alla studenter som läser vid institutionen för handel och företagande (IHF). Overallfärg ljusblå.

- SKILLS - Sektionen för IT och dataspelsutveckling. Overallfärg grå.
- SköSjuk - Sektionen för sjuksköterskor, specialistsjuksköterskor och omvårdnad. Overallfärg mörkgrön.

- Vitae - Sektionen för Vård- och Naturstudenter, sektionens namn är inte en förkortning utan liv på latin. Bildades 2009 (då som Sektionen vid IVN) men fick sitt nuvarande namn 2011 och tar hand om alla studenter som läser vid institutionen för Vård och Natur (IVN). Vitae har overallfärgen ljusgrön.
- HISTEK - Sektionen för ingenjörer, tidigare en fristående förening som blev inbjudna som ersättare av Studentkåren i Skövde efter den tidigare ingenjör sektionen, ESS blev vakant. Overallfärg vit.

Då kårobligatoriet beräknades falla bestämde man 2008 att slå ihop de tidigare sektionerna till tre sektioner, en för varje institution på Högskolan. De tidigare sektionernas tillgångar förvaltas nu av de nya sektionerna till dess att de startar upp igen, då får de tillbaka sina gamla tillhörigheter förutom pengar. De gamla sektionerna och deras områden är som följer:
- BevIngAD2004 - Sektionen för beteendevetare och ingenjörer. Overallfärg vit och mörkblå. Nu updelad inom Vitae och ingenjör sektionen.
- DHISK  - Sektionen för data- och kognitionsvetare bildades 1989 och dess maskot heter Flossy och är ett får. Overallfärg är Gul (vilande under SKILLS).
- NOVA - Sektionen för naturvetare. Overallfärg neongrön (numera vilande under Vitae).
- [SkHum] - Sektionen för alla som läser ämnen inom Humaniora. Overallfärg lila (numera vilande under SKHILS).
- SköEkon (Skövde Ekonomerna) - Fristående förening som startades 1988 på Högskolan i Skövde. Har sedan 1991 agerat utanför SiS regi. SköEkon (Skövde Ekonomerna) tar hand om studenter som läser vid institutionen för handel och företagande (IHF). Overallfärg ljusblå (numera en studiesocial styrelse).
- SPEAK - Sektionen för språkvetenskap och lärare. Overallfärg vinröd (Bordeaux) (numera vilande under SKHILS).

## Utskott
SiS har två typer av utskott - fristående och icke fristående. Det som gör de fristående utskotten speciella är att de svarar direkt mot FUM.

### Fristående utskott
- Kårkatt - Studenttidningen
- Skövde Sexmästeri (www.skovdesexmasteri.se)

### Utskott under Kårstyrelsen
- IC - International Committee
- ATLAS² - Agrara TransLingvistiska AllmänSpexeriet Skövde
- Complex - Student-tv (numera vilande)
- Radio Qult - Studentradio (numera vilande)